# Maurizio Tagliaferri
Mons. Maurizio Tagliaferri (* 10. června 1959, Casola Valsenio) je italský římskokatolický kněz a relátor Kongregace pro blahořečení a svatořečení.

## Život
Narodil se 10. června 1959 v Casola Valsenio.
Dne 15. června 1985 byl vysvěcen na kněze a stal se farním vikářem v Russi. Roku 1987 byl jmenován kanovníkem katedrály v Modiglianě. Poté odešel na studia do Říma, kde studoval v Papežském semináři Lombardo a na Papežské univerzitě Gregoriana získal doktorát z církevní historie a ve Vatikánském tajném archivu získal diplom z bibliografie a archivnictví. Poté působil jako ředitel odboru teologie na teologické fakultě v Emilia-Romagna.
Dále působil jako předseda Ravennatensia, předseda centra studií Antica Provincia Ecclesiastica Ravennate, předseda Institutu historie církve v Boloni a také jako vicearchivista diecézního archivu. Byl konventuálním kaplanem ad honorem Suverénního řádu Maltézských rytířů.
Dne 12. dubna 2014 jej papež František jmenoval relátorem Kongregace pro blahořečení a svatořečení.
Dne 30. června 2017 mu papež František udělil titul Kaplana Jeho Svatosti.